# Gmina Żołynia
Die Gmina Żołynia ist eine Landgemeinde im Powiat Łańcucki der Woiwodschaft Karpatenvorland in Polen. Ihr Sitz ist das gleichnamige Dorf mit etwa 5150 Einwohnern.

## Gliederung
Zur Landgemeinde (gmina wiejska) Żołynia gehören vier Dörfer mit einem Schulzenamt (sołectwo):
- Brzóza Stadnicka
- Kopanie
- Smolarzyny
- Żołynia